# Myrmecina punctata
Myrmecina punctata är en myrart som beskrevs av Carlo Emery 1897. Myrmecina punctata ingår i släktet Myrmecina och familjen myror. Inga underarter finns listade i Catalogue of Life.